# Sartana/'O marisciallo
Sartana/'O marisciallo, pubblicato nel 1972, è un singolo del cantante italiano Mario Trevi.

## Descrizione
Il disco contiene due brani inediti di Mario Trevi. I brani rientrano nel genere cosiddetto di giacca e di cronaca, ritornato in voga a Napoli durante gli anni settanta, che faranno rinascere il genere teatrale della sceneggiata.

## Tracce
Lato A
- Sartana (Moxedano-Iglio)

Lato B
- 'O marisciallo (Moxedano-Iglio)

## Incisioni
Il singolo fu inciso su 45 giri, con marchio Presence (PLP 5062).
Direzione arrangiamenti: M° Tony Iglio.